# Naturschutzgebiet Stuhlberg

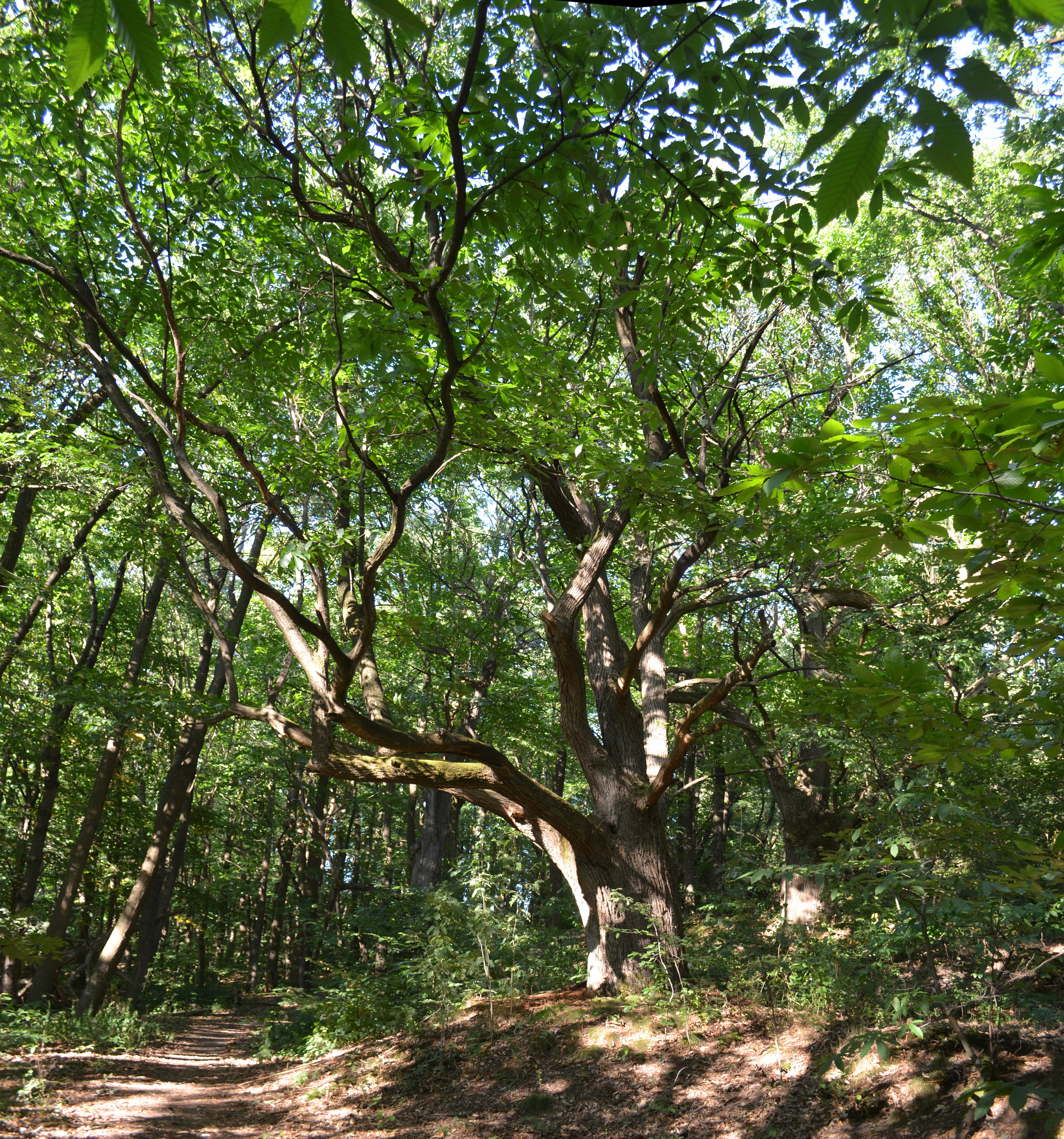
Kastanien im Naturschutzgebiet Stuhlberg

Das Naturschutzgebiet Stuhlberg war ein Naturschutzgebiet (Vogelschutzgebiet) bei Kronberg im Taunus.

## Beschreibung
Das Naturschutzgebiet mit einer Größe von 19,1 Hektar wurde 1966 unter Schutz gestellt. Es lag in der Gemarkung des Kronberger Ortsteils Oberhöchstadt nördlich des Ortes auf einer Höhe zwischen etwa 210 und 238 Meter über NN und wurde vom Stuhlbergbach durchflossen.
Das Gebiet ist dicht mit Bäumen und Gebüschen bewachsen und offensichtlich durch den Menschen stark beeinflusst. Im Talgrund befinden sich Fragmente eines Bach-Auwaldes, an den Hängen Eichen-Hainbuchen-Mischbestände. Eine schöne Gruppe Esskastanien ist erwähnenswert. Die Randzonen sind überwiegend mit undurchdringlichen Hecken bewachsen. Botanisch ist das Gelände wenig interessant. Es umfasst aber eine artenreiche Vogelwelt und hat daher in erster Linie als Vogelschutzgebiet Bedeutung.
Mit der Verordnung zur Aufhebung der Verordnung über das Naturschutzgebiet (Vogelschutzgebiet) „Stuhlberg“ vom 10. Oktober 1983 wurde der Schutzstatus aufgehoben.